# أبو حمضة اليهودي
أبو حمضة عمرو بن أبي صخر بن أبي جرثوم اليهودي شَاعِر جاهلي من يهود الحجاز، عَاشَ فِي القرن الخامس.

## شِعره
أورد له المَرْزُباني في كتابه مُعجم الشُّعراء عدة أبياتاً ذَكَرَها في الجيران: